# William Kyd
William Kyd (?-1453) fue un pirata inglés del siglo XV activo en el suroeste de Inglaterra desde la década de 1430 hasta la década de 1450. Él y otros, como John Mixtow, William Aleyn y Clays Stephen, actuaron virtualmente inmunes a la ley durante más de dos décadas mientras estaban bajo la protección de funcionarios de aduanas corruptos.

## Biografía
William Kyd aparece por primera vez en una lista de piratas publicada en 1431 como el maestro del embalador La Trinite de Exmouth. El año anterior, él y otros piratas activos en West Country se apoderaron de un barco bretón frente a la costa de Guernsey . Dos años más tarde, se unió a William Aleyn y varios otros en la captura de cuatro barcos que transportaban provisiones a Rouen .
En 1436, navegando hacia el puerto de Saint-Pol-de-Léon en Bretaña con ocho barcazas, zarpó con el Seynt Nunne, que estaba bajo salvoconducto por las autoridades locales. Regresó a Plymouth con el barco capturado y bienes pertenecientes a Thomas Horewoode valorados en 100 libras esterlinas. Continuando con sus hazañas durante la próxima década, uno de los logros más notables de Kyd incluyó la captura de la nave La Marie de Londres en 1448. Tomando el barco con destino a Flandes frente a la costa de Queenborough en el Támesis, rápidamente navegó hasta la Isla de Wight, donde vendió su premio.
En noviembre de 1453, quizás en el mayor premio de su carrera, capturó a The Marie de St. Andrews. Cuando trajo el barco de regreso a Exmouth, un caballero escocés, Sir William de Kanete (o Kennedy), notó su premio. Kanete fue a ver a Thomas Gille (o Gylle), el controlador de aduanas de Exeter y Dartmouth, y se hizo pasar por el hermano del obispo de St. Andrews y propietario del The Marie. Él y Gille luego conspiraron para obtener una comisión por la entrega del barco en el que Gille obtendría una parte de los bienes a bordo. Al presentar una queja ante las autoridades locales, se otorgó una comisión a Sir William Bourghchier de FitzWaryn, Nicholas Aysheton, Sir Philip Courtenay, Sir John Denham, James Chudley, Nicholas Radford y Thomas Gylle el 3 de julio. Gille, junto con James Chudley y Nicholas Radford, se dirigieron a Exeter donde, después del testimonio del alcalde John Germyn y varios otros, confiscaron oficialmente el barco el 10 de agosto y entregaron las mercancías a bordo a Kenete.

## Otras lecturas
- Nacido, Ana. Una historia de Kingsbridge y Salcombe . Chichester, Reino Unido: Phillimore, 1986.
- Gardiener, DA, ed. Un calendario de los primeros procedimientos de la cancillería relacionados con el envío de West Country, 1388–1493 . Sociedad discográfica de Devon y Cornwall, 1976.